# Tanaocheles stenochilus
Tanaocheles stenochilus is een krabbensoort uit de familie van de Tanaochelidae. De wetenschappelijke naam van de soort is voor het eerst geldig gepubliceerd in 1984 door Kropp.